# Élections municipales maliennes de 2009
Les élections communales ont eu lieu au Mali le 26 avril 2009. la campagne électorale  était ouverte le vendredi 10 avril 2009 à zéro heure et close le vendredi 24 avril 2009 à minuit.
Dans un mémorandum sur quelques problèmes brûlants du Mali, le Parti pour la renaissance nationale (PARENA), présidé par Tiébilé Dramé, avait préconisé un report des élections communales et une prolongation de six mois des conseils communaux actuels afin de refonder le fichier électoral pour le rendre fiable et crédible.
Le premier tour de l'élection législative partielle a eu lieu le même jour à Bougouni.

## Organisation du scrutin
Les conseillers communaux sont élus pour cinq ans au scrutin de liste à la représentation proportionnelle. La répartition des sièges se fait selon la règle de la plus forte moyenne entre les listes ayant obtenu au moins 5 % des suffrages exprimés. Les sièges sont attribués selon l'ordre de présentation sur la liste.
Chaque liste doit comporter le nombre exact de candidats correspondant aux sièges à pourvoir. L'électeur n'a pas le droit de panacher ni d'exprimer un vote préférentiel. Sont éligibles les électeurs âgés de 21 ans.

## Candidatures
La clôture des dépôts de candidature a eu lieu le 11 mars 2009. Plus de 4 000 listes ont été déposées, un chiffre dépassant largement celui des précédentes élections communales de 2004 (3 623 listes et 1999 (plus de 2 000 listes. Environ 15 % des listes sont présentées par des indépendants. Seul l'Alliance pour la démocratie au Mali-Parti africain pour la solidarité et la justice (Adéma/Pasj) et l’Union pour la république et la démocratie (URD) ont présenté des listes dans les 703 communes du Mali. Le Rassemblement pour le Mali (RPM), le Parti pour la renaissance nationale (Paréna), le Congrès national d’initiative démocratique (Cnid) et le Convergence pour le développement du Mali (Codem) ont présenté des listes dans respectivement 600, 462 et 400 communes.

## Déroulement du scrutin
Le scrutin s’est déroulé dans le calme à l’exception de quelques localités dans le nord du pays, comme à Ber où trois électeurs ont été blessés à l’arme blanche au cours d’une bagarre à Sobori
Cependant, de nombreux observateurs relatent des cas de fraudes, notamment vols de cartes d’électeurs et achats de votes. Des urnes ont également disparu dans le Cercle de Bourem
Le Réseau ONG d’Appui au processus électoral au Mali (APEM) a déployé 341 observateurs dans les huit régions du Mali et le district de Bamako. Ils ont visité 2 519 bureaux de vote sur les 18 918 que compte le territoire, soit 13,31 %. Ils ont observé différents points comme les heures d’ouverture et de fermeture des bureaux de vote, le respect des dispositions électorales prévues par la loi, la présence du matériel électoral, le secret du vote et la représentation des candidats, les actes de fraude, de corruption ou d’intimidation. Les observateurs n’ont pas observé d’irrégularité dans 76,26 % des bureaux de vote observés et des irrégularités mineures, qui ne sont pas de nature à affecter la sincérité du scrutin, dans les autres bureaux observés. À Kidal cependant, des irrégularités ont été constatées dans beaucoup de bureaux de vote. Le réseau considère que le scrutin s’est déroulé dans un climat serein mais note un taux de participation extrêmement faible.

## Résultats
Résultats provisoires,.
| Parti politique      | Nombres d’élus en 2009 | %     | Nombres d’élus en 2004 |
| -------------------- | ---------------------- | ----- | ---------------------- |
| Adéma-Pasj           | 3 185                  | 29,54 | 3 336                  |
| Urd                  | 1935                   | 17,94 | 1 623                  |
| Rpm                  | 773                    | 7,17  | 1 590                  |
| Cnid                 | 476                    | 4,41  |                        |
| Paréna               | 429                    | 3,98  |                        |
| Codem                | 405                    | 3,76  |                        |
| Mpr                  | 357                    | 3,35  |                        |
| Sadi                 | 248                    | 2,30  |                        |
| Udd                  | 156                    | 1,45  |                        |
| Us-Rda               | 124                    | 1,15  |                        |
| PSP                  | 120                    | 1,11  |                        |
| Autres partis.       | 717                    | 6,65  |                        |
| Groupement de partis | 1 046                  | 9,70  |                        |
| Indépendants         | 812                    | 7,53  |                        |

### Résultats dans quelques grandes villes
- District de Bamako[11].

| Parti                | Commune I | Commune II | Commune III | Commune IV | Commune V | Commune VI | Total District |
| -------------------- | --------- | ---------- | ----------- | ---------- | --------- | ---------- | -------------- |
| Adéma-Pasj           | 11        | 14         | 14          | 6          | 12        | 16         | 73             |
| Urd                  | 6         | 7          | 7           | 4          | 14        | 7          | 45             |
| Rpm                  | 7         | 3          | 5           | 11         | 5         | 5          | 35             |
| Mpr                  | 4         | 4          | 0           | 3          | 7         | 9          | 27             |
| Cnid                 | 0         | 4          | 3           | 0          | 7         | 4          | 18             |
| Codem                | 6         | 3          | 0           | 0          | 0         | 0          | 9              |
| Udd                  | 0         | 2          | 0           | 4          | 0         | 0          | 6              |
| Pdr                  | 4         | 0          | 0           | 0          | 0         | 0          | 4              |
| Listes indépendantes | 8         | 0          | 8           | 17         | 0         | 0          | 33             |
| Total                | 45        | 37         | 37          | 45         | 45        | 41         | 250            |

Le scrutin a été annulé en commune IV par le tribunal administratif le 30 juillet 2009.
- Ségou[17]

| Parti politique        | Nombres d’élus |
| ---------------------- | -------------- |
| Adéma-Pasj             | 8              |
| Cnid                   | 6              |
| Rpm                    | 6              |
| Urd                    | 4              |
| Indépendant (Benkan)   | 3              |
| Indépendant (Ema Néma) | 2              |
| Codem                  | 2              |
| Udd                    | 2              |
| Total                  | 33             |

- Sikasso[18]

| Parti politique         | Nombres d’élus |
| ----------------------- | -------------- |
| Adéma-Pasj              | 16             |
| Codem                   | 9              |
| Urd                     | 6              |
| Mouvement citoyen       | 4              |
| Indépendant Danaya Môgô | 4              |
| Rpm                     | 2              |
| Total                   | 41             |

- Tombouctou[19]

| Parti politique | Nombres d’élus |
| --------------- | -------------- |
| Adéma-Pasj      | 13             |
| Us-Rda          | 4              |
| Rpm             | 3              |
| Urd             | 3              |
| Total           | 23             |

- Gao[20]

| Parti politique           | Nombres d’élus |
| ------------------------- | -------------- |
| Adéma-Pasj                | 10             |
| Indépendant Sadou Diallo  | 7              |
| Indépendant Idrissa Tièye | 5              |
| Pcr                       | 3              |
| Rpm                       | 2              |
| Urd                       | 2              |
| Total                     | 29             |

- Kati[21]

| Parti politique | Nombres d’élus |
| --------------- | -------------- |
| Paréna          | 10             |
| Adéma-Pasj      | 8              |
| Urd             | 6              |
| Adm             | 3              |
| Rpm             | 2              |
| Total           | 29             |

## Élection des maires
Ce sont les conseillers communaux qui élisent les maires et les adjoints. À Bamako, ils élisent également les conseillers qui siègent au district de Bamako, qui regroupe les 6 communes de la capitale.
À Bamako, les élections ont eu lieu dans les six communes le 19 mai 2009 :
- commune I : Konté Fatoumata Doumbia (Adéma-Pasj) ;
- commune II : Youssouf Coulibali (Adéma-Pasj) ;
- commune III : Abdel Kader Sidibé (Adéma-Pasj) ;
- commune IV : Moussa Mara (Indépendant) a été élu mais le scrutin a été annulé (voir ci-dessous) ;
- commune V : Boubacar Bah (Adéma-Pasj) ;
- commune VI : Souleymane Dagnon (Adéma-Pasj).

À Koutiala, Dramane Sountoura (Sadi)a été élu maire le 19 mai 2009.

## Annulation du scrutin dans certaines communes
Le scrutin a été annulé dans plusieurs communes: communes IV de Bamako, Moribabougou et Kalabancoro. La Cour suprême sera amenée à se prononcer en dernier ressort.
La Section administrative de la Cour suprême a annulé le 26 novembre 2009 le jugement rendu le Tribunal administratif de Bamako, le 30 juillet 2009 pour vice de forme mais a confirmé l’annulation de l’élection de l’indépendant Moussa Mara à la mairie de la commune IV de Bamako. Une délégation spéciale va être mise en place en attendant de nouvelles élections
Le conseil des ministres a adopté le 3 février 2010 trois projets de décret portant nomination des membres des délégations spéciales chargées d’administrer les communes de Toya (cercle de Yélimané), Bourem et la commune IV de Bamako à la suite de l’annulation des élections dans ces communes.
Des élections partielles ont été organisées le dimanche 6 février 2011 dans quatre communes du Mali: Toya, Sandaré, Bourem et de la commune IV de Bamako,.

## Les principaux partis politiques

### Alliance pour la démocratie au Mali-Parti africain pour la solidarité et la justice (Adema-Pasj)
À l’issue du scrutin, l’Adema-Pasj demeure la première formation politique du pays avec 3 185 conseillers élus le 26 avril. Bien qu’en léger recul, cette prééminence place ce parti en position favorable pour l’élection présidentielle de 2012.
L’adéma-Pasj réussit notamment dans le district de Bamako où elle arrive en tête dans quatre des six communes et obtient 73 conseillers sur 250,. Les élections des maires par les conseils communaux confirment la victoire de l’Adéma-Pasj. À Bamako, 5 des 6 maires de communes élus appartiennent à ce parti.
Dans l’ensemble des régions, l’Adéma-Pasj obtient de bons résultats.

### Union pour la république et la démocratie (URD)
L’Urd, parti créé par Soumaïla Cisséprofite de ces élections pour progresser en termes d’élus (135 conseillers) et se positionner en deuxième force politique, derrière sa rivale l’Adéma-Pasj mais loin devant les autres formations.
En dehors de la région de Kidal, l’Urd est la deuxième formation dans toutes les régions.
Elle arrive en tête dans les cercles de Bankass, Youwarou et Djenné dans la région de Mopti, dans le cercle de Barouéli, dans le cercle de Yélimané (région de Kayes)

### Rassemblement pour le Mali (RPM)
Le RPM, parti de l’ancien Premier ministre Ibrahim Boubacar Keïta perd presque la moitié de ses conseillers élus en 2004 : il avait alors obtenu 1 590 conseillers. Cette année, 773 conseillers ont été élus. Il reste cependant la troisième force politique du pays.

### Congrès national d’initiative démocratique (Cnid)
Avec 476 conseillers élus, le Cnid arrive en quatrième position. Il progresse légèrement (+ 0,56 %) mais connaît des revers dans certains de ces fiefs électoraux comme à Ségou où il est arrivé en troisième position.

### Parti pour la renaissance nationale (Paréna)
Le Paréna, parti de Tiébilé Dramé obtient 426 élus, en recul par rapport à 2004. Il arrive en tête dans la commune de Kati, où le maire sortant appartient à ce parti

### Convergence pour le développement du Mali (Codem)
Le Codem, parti récemment créé, présentait des listes pour la première fois et a réussi à se faire sa place. Avec 405 élus, il arrive en 6e position. Il arrive en tête dans plusieurs communes comme à Aciarmatane (Cercle de Goundam), à Bandiagara

### Solidarité africaine pour la démocratie et l'indépendance (Sadi)
Le Sadi, parti clairement ancré à gauche, progresse localement et obtient 248 conseillers. Dans le cercle de Koutiala, il arrive en tête à égalité avec l’Adéma-pasj. Il est en tête également dans le cercle de Niono.
Quinze conseils communaux ont élu des maires Sadi, contre cinq en 2004. Le Cercle de Koutiala, avec 103 élus communaux Sadi, est le bastion de ce parti. Outre Koutiala où Dramane Sountoura a été élu maire le 19 mai 2009, le Sadi contrôle quatre communes rurales dans le cercle de Koutiala : N’Gantjila, Zébala, Woula et N'Golonianasso